# 中華民國（臺灣）
中華民國（臺灣）（英語：Republic of China (Taiwan)）是第11任中華民國總統陳水扁於2005年後，在總統府、外交部、行政院新聞局等政府部門的官方網站上使用的中華民國非法定稱謂之一。其中，「中華民國」為法定的正式國號，括弧内的「臺灣」作為加註。該英文加註的作法持續沿用至今。
根據總統府公共事務室在修改之初所做的特別說明，外國人常將「中華民國」（英語：Republic of China）與「中华人民共和国」（英語：People's Republic of China）混淆而造成不便困擾，加註「台灣」是為做合理而明確的區別。
2008年馬英九政府上台後，各級政府網站上的「台灣」中文加註陸續去除，但仍保留英語的「Taiwan」字樣至今，對外指中華民國代表臺灣。2016年蔡英文政府上台後，多次在官方場合稱中華民國臺灣，中英稱謂轉趨相同。

## 背景

臺灣在西太平洋區域

自1949年以来，中国共产党在中国大陆成立中华人民共和国，而中华民国仅實際控制台澎金马等岛屿。1971年聯合國大會2758號決議令中华民国失去“中国”（China）的代表权。随着日本、美国、韩国与中华民国断交，转而承认中华人民共和国。「中国」逐渐成为中华人民共和国的通称，而「台湾」逐渐成为中华民国的通称。
2002年5月11日台灣正名運動正式啟動，目標為去除全部具有“中华民国代表中國”含义之名稱。2003年9月起，中華民國護照封面加註臺灣英文「TAIWAN」。

## 緣由
2005年7月30日，中華民國總統府公共事務室宣佈，中華民國總統府網站於「中華民國」國名之後，以括弧加注「台灣」。該單位表示加注之原因，乃是因外界人士易把「中華民國」誤認為「中華人民共和國」，故造成各界困擾和不便；並造成許多國際人士或網友誤以為該網站是中華人民共和國政府的官方網站，而把寫給胡錦濤、溫家寶等中華人民共和國領導人的信寄到這裡。在加注「台灣」的同時，總統府英文網頁則也相應地改為。

## 加註情形
2005年7月，中華民國總統府首次在國名「中華民國」後加註「台灣」，也是臺灣正名運動的步驟之一。總統府首先使用後，中華民國外交部及當時的新聞局等政府部門跟進，中華民國駐外國大使館也如此使用。其他機關如中華民國交通部並未在其網站上加註。此外，「中華民國（臺灣）」亦於部分官方文件中沿用。

## 後續
2007年7月，總統府及外交部英文網頁及相關文件，則又將國名補充詞之用（Taiwan）的括號去除，並擴大臺灣的英文字體與顏色；惟中文相關網站或文件未予更動。
2008年5月20日，馬英九上任中華民國總統之後，總統府及外交部網站中的「中華民國」後加註的「台灣」已經被移除，僅保留英文國名後面的Taiwan字樣。
民進黨籍政治人物楊長鎮曾投書自由時報提議，把中華民國的英文國名改成，把撤下；2016年6月，民進黨立委王定宇在立院質詢外交部長李大維時，提議將中華民國參加國際組織使用的如中華臺北（Chinese Taipei）、臺澎金馬個別關稅領域（TPKM）等英文名稱統一為（中華民國音譯），但結果都不了了之。
2017年，蔡英文執政期間，立法院網站將英文名改為，且蔡英文多次提到「中華民國台灣」，並稱「中華民國台灣」是現在台灣最大的共識。

## 各方反應
| 国家           | 反应立场 |
| -------------- | --- |
| 中华人民共和国 | 此舉被中華人民共和國官方認為與陳水扁同時期發表的「中華民國四階段演進論」有關，而中國大陸的媒體也解讀此舉為陳水扁所謂「中華民國四階段」中「中華民國是臺灣」的宣示。如東方網報導「臺當局領導人辦公室網站於中華民國後面以括弧加注臺灣與陳水扁的『四段論』言行一致」。 |
| 日本           | 日本東京都於2008年6月6日通告轄下各區市町村開始接受中華民國籍住民在住民票（類似屬於住民的戶籍謄本）的國籍欄上只填寫「台灣」，為日本首開先例的行政區。 |
| 美国           | 據中央通訊社2008年9月9日的報導，美國開始接受申請移民的臺灣人在原國籍欄上只填寫「台灣」。 |

## 另見
- 中華民國在台灣
- 四階段論
- 台灣正名運動
- 台灣共和國
- 救亡圖存獻議 (雷震, 1971): “中華台灣民主國” (The Democratic State of China-Taiwan)

將臺灣的英文名稱“TAIWAN”加大的中華民國普通晶片護照封面
（2020年9月2日公布，2021年1月11日開放申請）

- 楊西崑 (1971): “中華台灣共和國” (Chinese Republic of Taiwan)

## 外部連結
- 中華民國總統府（页面存档备份，存于）（繁體中文）
- 中華民國外交部（页面存档备份，存于）（繁體中文）